# Lurate Caccivio
Lurate Caccivio – miejscowość i gmina we Włoszech, w regionie Lombardia, w prowincji Como.
Według danych na rok 2004 gminę zamieszkiwało 9728 osób, 1945,6 os./km².